# Engelbert Schoner

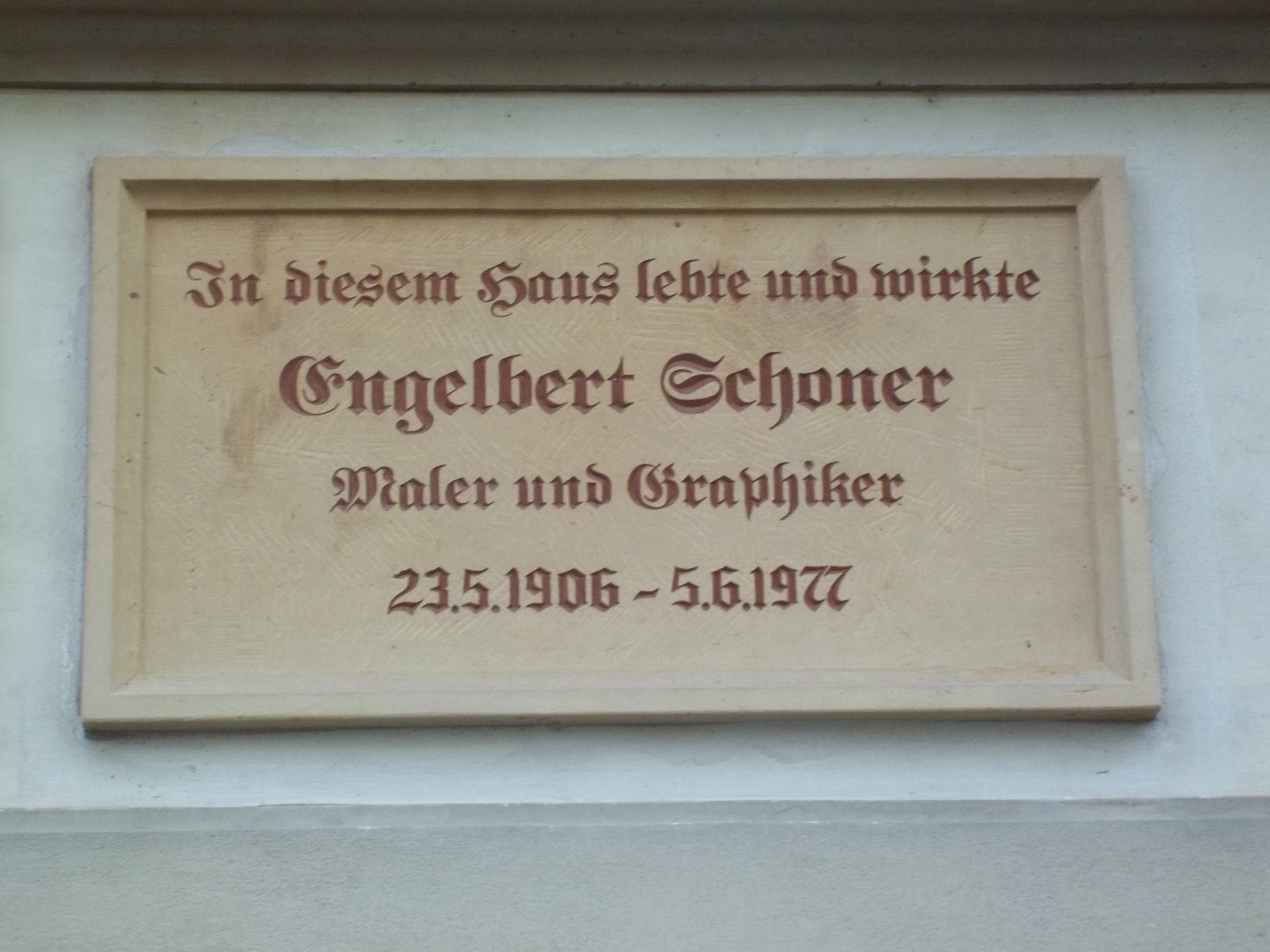
Gedenktafel für Engelbert Schoner in Weimar, Cranachstraße 29

Engelbert Schoner (* 23. Mai 1906 in Neuhaus am Rennweg; † 5. Juni 1977 in Weimar) war ein deutscher Maler und Grafiker.

## Leben und Werk
Schoner war das siebente Kind eines Porzellanformers. Von 1912 bis 1920 besuchte er die Volksschule in Neuhaus am Rennweg und von 1921 bis 1923 die Zeichen- und Modellierschule in Lichte-Wallendorf. Von 1923 bis 1924 arbeitete Schoner in Coburg als Keramikmaler in den Keramischen Werkstätten Saalfeld, von 1924 bis 1926 als Musterzeichner in der Thüringer Fahnenfabrik Coburg und von 1927 bis 1928 als Glasbläser.
1926 war Schoner Mitbegründer des Roten Frontkämpferbundes in Neuhaus. Auf Vorschlag und mit Unterstützung der kommunistischen Landtagsabgeordneten Frida Winckelmann konnte er ab 1928 an der Kunsthochschule Weimar in der Klasse Malerei und Grafik bei Alexander Olbricht studieren. 1929 unternahm er mit einer Empfehlung der Hochschule eine Reise nach Italien, vor allem nach Venedig. Von 1930 bis 1936 studierte er als Meisterschüler wieder bei Olbricht, Walther Klemm, und Alfred Hierl (1910–1950). Ab 1934 war er Mitglied der Reichskammer der bildenden Künste. Von 1936 bis 1946 arbeitete er in Weimar als freischaffender Maler und Grafiker. In der Zeit von 1940 bis 1945 wurde er dreimal kurzzeitig zum Militärdienst eingezogen.
Ab 1941 unterrichtete Schoner Freihandzeichnen und Entwerfen an der Weimarer Meisterschule für Handwerk und angewandte Kunst, der späteren Fachschule für Ausbautechnik. Von 1946 bis 1953 war er dort Dozent. Zu seinen Schülern gehörten u. a. Ronald Paris, Hans Vent und Bruno Dolinski.
1945 gewann Schoner einen Gestaltungswettbewerb der OPD Erfurt für die Ausführung der ab 1. Oktober 1945 herausgegebenen Briefmarken für Thüringen. In der Folge entwarf er eine bedeutende Anzahl von Briefmarken der Deutschen Post.
1949 trat Schoner der SED bei. Ab 1950 war er Mitglied des Verbands Bildender Künstler der DDR, von 1954 bis 1955 Vorsitzender des Bezirksverbands Erfurt.
Neben seiner freiberuflichen Tätigkeit als Maler leitete Schoner ab 1960 den Mal- und Zeichenzirkel im Weimar-Werk, und von 1960 bis 1966 war er ehrenamtlicher Naturschutzbeauftragter des Kreises Weimar.
Schoner unternahm 1962 eine Studienreise nach Moskau, 1967 nach Baku und in den Kaukasus und 1972 nach Bulgarien.

## Ehrungen
- 1957 Ehrenbürgerschaft von Neuhaus am Rennweg
- Benennung eine Straße in Neuhaus am Rennweg nach Schoner
- 1966 Johannes-R.-Becher-Medaille in Silber
- 1968 Literatur- und Kunstpreis der Stadt Weimar
- 1970 „Goldene Briefmarke“ für die Gestaltung von Sonder-Postwertzeichen der DDR
- 1971 Vaterländischer Verdienstorden in Bronze
- 1976 Preis für künstlerisches Volksschaffen 1. Klasse
- 1976 Nationalpreis der DDR
- 2006 Benennung eines Wegs in Weimar nach Schoner

## Werkbeispiele

### Tafelbilder
- Das Saalletal bei Kahla (Öl; ausgestellt 1940 auf der Großen Deutschen Kunstausstellung)[1]
- Baltendeutsche Umsiedlerin (Öl; ausgestellt 1942 auf der Großen Deutschen Kunstausstellung)[2]
- Ilmbrücke bei Weimar (um 1955, Öl, 28 × 100 cm; Thüringer Museum Eisenach, Inv. 1741)
- Der Freundschaftsbrief (um 1953, Öl; )[3][4]
- Im Regen (1967, Öl, 99 × 57 cm; Kunstsammlung Jena, Inv. II, 1103)
- Junge Bussarde (1967, Öl, 66 x 51, 7 cm; Kunstsammlung Jena, Inv. II, 1385)

### Druckgrafik
- Sonnenblumen (Radierung; 1941 auf der Großen Deutschen Kunstausstellung)[5]
- Gebersdorf mit Blick auf Schmiedefeld (Radierung; 1942 auf der Großen Deutschen Kunstausstellung)[6]
- Okapis (Farbholzschnitt; auf der Fünften Deutschen Kunstausstellung)[7]
- Zyklus von Holzschnitten zur Nationalhymne der DDR[8]

### Autorenschaft und Illustration populärwissenschaftlicher Bücher
- Junge Tiere im Zoo. Urania-Verlag, Leipzig/Jena, 1956 (Autor und Illustrator; Text von Hans Joachim Malberg)
- Junge Tiere aus Wald und Flur. Urania-Verlag, Leipzig/Jena, 1956 (Autor und Illustrator; Text von Hans Joachim Malberg)
- Gerhard Creutz: Taschenbuch der heimischen Raub- und Rabenvögel, Spechte, Eulen, Hühner, Tauben. Urania-Verlag, Jena 1952
- Gerhard Creutz: Taschenbuch der heimischen Sumpf- und Wasservögel. Urania-Verlag, Jena 1954

## Ausstellungen (unvollständig)

### Einzelausstellungen
- 1947: Weimar, Schlossmuseum (Malerei und Grafik)
- 1967: Gotha, Schlossmuseum
- 1976: Weimar, Kunsthalle am Theaterplatz (zum 70. Geburtstag)

### Ausstellungsbeteiligungen
- 1940: Halle, Städtisches Moritzburg-Museum („Junges Kunstschaffen der Gaue Halle-Merseburg, Magdeburg-Anhalt und Thüringen“)

- 1940, 1941, 1942, 1943, 1944: München, Haus der Deutschen Kunst (Große Deutsche Kunstausstellung)
- 1947: Erfurt, Thüringenhalle (1. Landesausstellung bildender Künstler Thüringens)
- 1948: Weimar, Schloss („Künstler schaffen. 1945–1948“)
- 1949: Weimar, Schlossmuseum („Thüringer Kunst im Goethejahr“)
- 1949, 1953, 1962/1963, 1967/1968, 1977/1978: Dresden (Deutsche Kunstausstellung bzw. Kunstausstellung der DDR)
- 1969: Weimar, Kunsthalle Weimar („Temperamente. Zehn Maler aus der DDR“)
- 1970: Berlin, Altes Museum („Im Geiste Lenins“)
- 1971: Berlin, Altes Museum („Das Antlitz der Arbeiterklasse in der bildenden Kunst der DDR“)
- 1974: Weimar, Galerie im Schloss („Kunst für uns“)
- 1984: Erfurt (Bezirkskunstausstellung)